# Nanna montana
Nanna montana är en fjärilsart som beskrevs av Birket-smith 1965. Nanna montana ingår i släktet Nanna, och familjen björnspinnare. Inga underarter finns listade.